# MH (album)
Pour les articles homonymes, voir MH.
Albums de Marques Houston
Naked
(2005)
MH est le premier album solo du chanteur des IMx Marques Houston. Il est sorti en 2003 chez Elektra Records/ T.U.G..

## Liste des chansons
1. Intro
2. Clubbin' (featuring Joe Budden)
3. Pop That Booty (featuring Jermaine "JD" Dupri)
4. That Girl
5. Because of You
6. Walk Away
7. I Can Be The One
8. Grass Is Greener
9. Cancel
10. Good Luck
11. Can I Call You
12. Love's a Game
13. Tempted
14. Actin' Up (featuring Lil' Fizz of B2K)
15. Alone
16. That Girl (Pied Piper Remix) (featuring R. Kelly)
17. Clubbin' (Pied Piper Remix) (featuring Joe Budden)